# Fornoș, Muncaci
Fornoș (în ucraineană Форнош) este o comună în raionul Muncaci, regiunea Transcarpatia, Ucraina, formată numai din satul de reședință.

## Demografie
Componența lingvistică a comunei Fornoș
     Maghiară (97,04%)
     Ucraineană (2,68%)
     Alte limbi (0,21%)
Conform recensământului din 2001, majoritatea populației comunei Fornoș era vorbitoare de maghiară (97,04%), existând în minoritate și vorbitori de ucraineană (2,68%).